# Will Alsop
William Allen Alsop, chiamato Will (Northampton, 12 dicembre 1947 – 12 maggio 2018), è stato un architetto inglese.

## Biografia[2]
Dopo un anno di studi di Belle Arti Presso il Northampton College of Art, frequenta per cinque anni l'Architectural Association di Londra . Durante il quarto anno di corso partecipa al concorso per il Centro Georges Pompidou  ottenendo il secondo posto dietro il progetto vincitore di Renzo Piano Richard Rogers e Gianfranco Franchini. In questa occasione Alsop, ancora studente, chiese al suo tutor Dennis Crompton di iscriversi al suo posto non avendo i requisiti per partecipare, fu questo il suo primo tentativo di porre nel mondo reale la sua visione di architettura nell'ambito della risoluzione di problemi urbani di forte impatto.
Grazie ad una borsa di studio trascorre il quinto anno alla British School di Roma, esperienza, per Alsop, fortemente formativa.
Durante gli anni all'Architectural Association di Londra lavora per un breve periodo presso lo studio di Maxwell Fry e Jan Drew, pionieri dell'architettura modernista inglese. 
Risultarono assai più importanti per la sua formazione i quattro anni trascorsi nello studio dell'architetto inglese Cedric Price a Londra. L'impiego nello studio di Price fu la sua prima esperienza professionale dopo la laurea. 
Verso la fine degli anni settanta entra a far parte, in qualità di architetto, dei Riverside Studios sotto la direzione artistica di David Gotthard.
Negli anni settanta entra in società con John Lyall fondando lo studio Alsop & Lyall con sede a Londra.
Nel 1991 fonda con l'architetto di Amburgo Jan Stormer lo studio Alsop & Stormer, attivo per tutti gli anni novanta.

## Progetti[2]
- 1991 Cardiff Bay Visitor Centre, Cardiff, Galles, demolito nel 2010.
- 1993 Hamburg Ferry Terminal, Amburgo, Germania, (con Jan Störmer).
- 1993 Hôtel du Département des Bouches-du-Rhône, Marsiglia, Francia.
- 1999 Peckham Library, Peckham, Londra, Inghilterra.
- 2001 Colorium
- 2002 Heron Quays DLR Station, Londra, Inghilterra.
- 2002 Harbour Tower, Düsseldorf, Germania.
- 2003 Urban Entertainment Center, Almere, Paesi Bassi.
- 2004 Sharp Centre for Design, Ontario College of Art & Design (OCAD), Toronto, Canada.
- 2004 Facoltà di Medicina e Odontoiatria, Queen Mary & Westfield College, Londra, Inghilterra.
- 2005 C/PLEX, West Bromwich, Inghilterra.
- 2009 Chips, New Islington, Manchester, Inghilterra.
- 2013 De Calypso, Rotterdam, Paesi Bassi.

## Galleria d'immagini

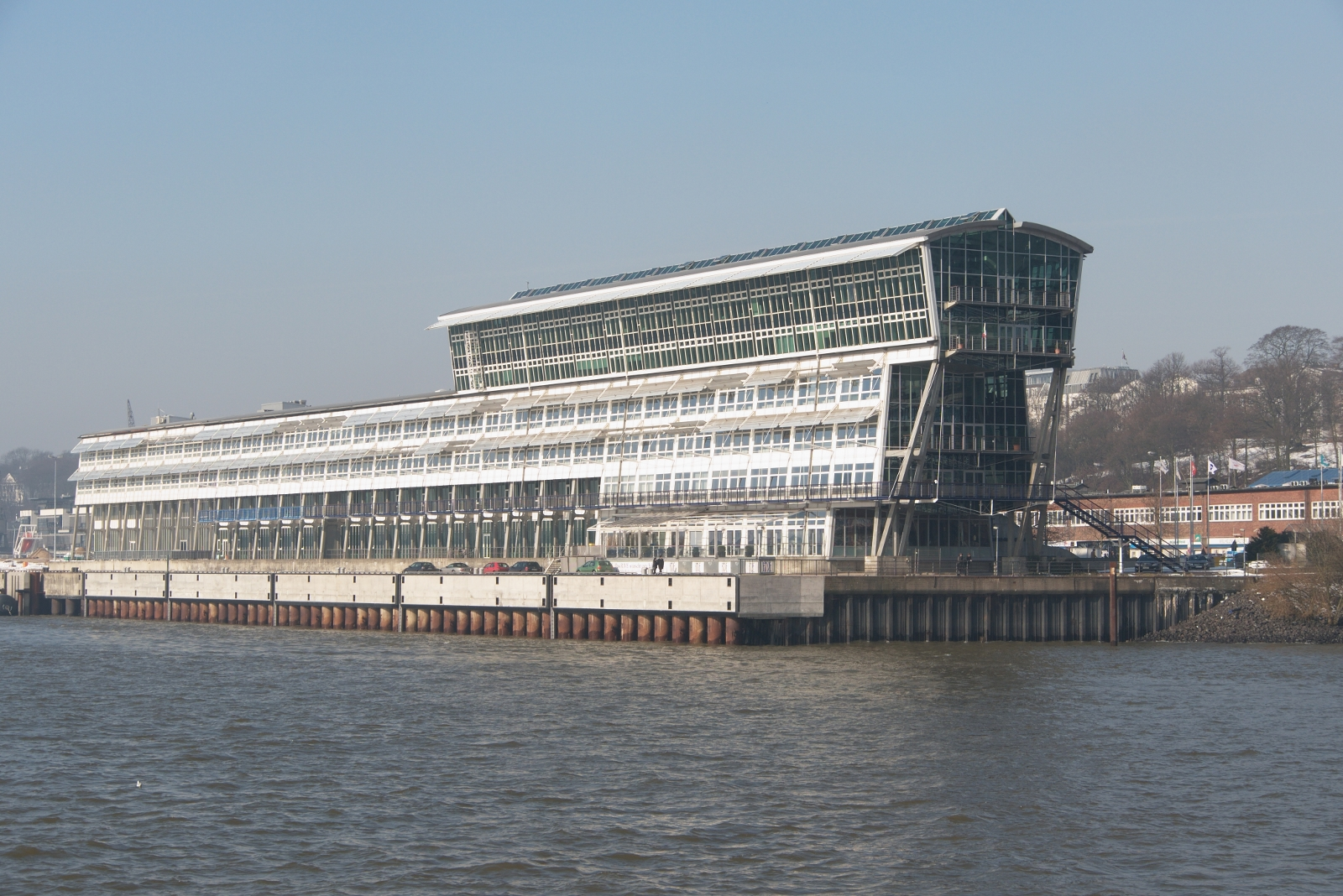
Hamburg Ferry Terminal, Amburgo, Germania, (con Jan Störmer)
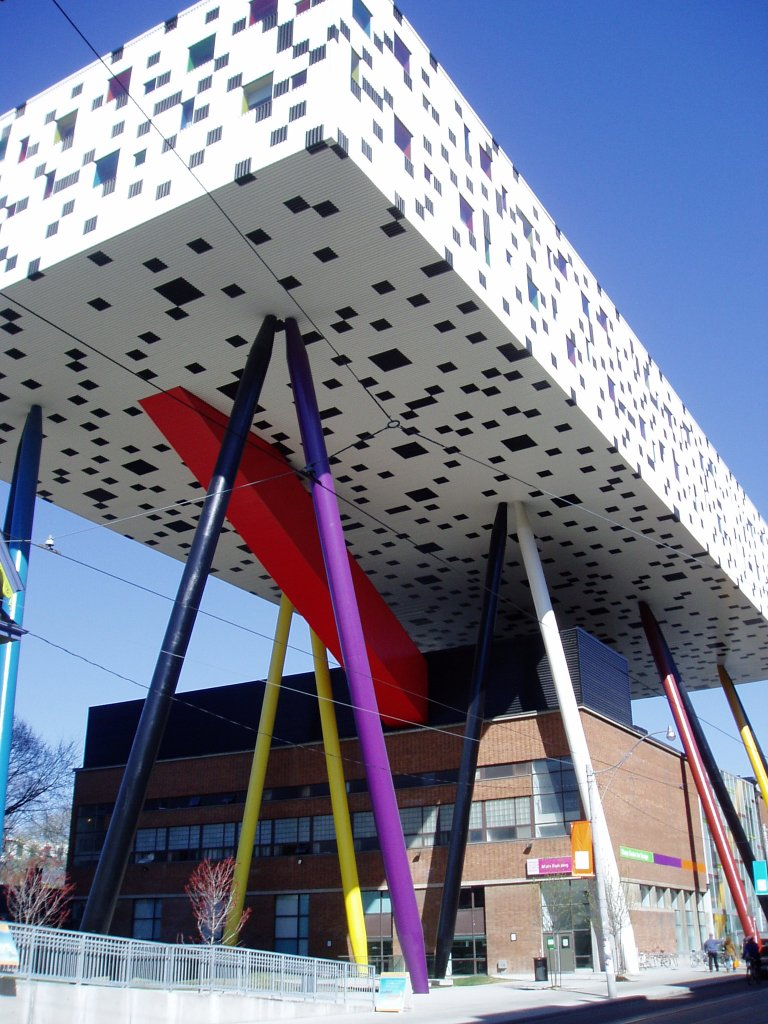
Sharp Centre for Design, Ontario College of Art & Design (OCAD), Toronto, Canada
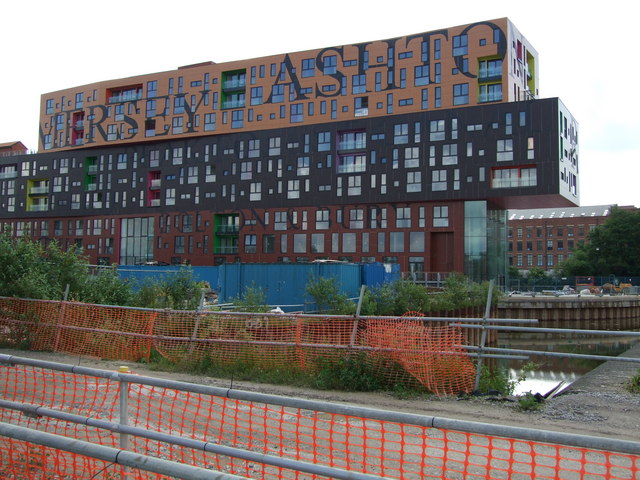
New Islington, Manchester, Inghilterra

## Principali premi e riconoscimenti[4]
- 1971 2º Premio concorso: Centre Pompidou, Parigi, Francia
- 1991/92 Premio Speciale: Potsdamer/Leipziger Platz, Berlino, Germania
- 1997 RIBA Premio per la migliore architettura nel mondo: Le Grand Bleu, Marsiglia, Francia
- 2000 RIBA Stirling Prize – Edificio dell’Anno: Biblioteca di Peckham, Londra, Regno Unito
- 2004 RIBA Premio per la migliore architettura nel mondo: OCAD, Toronto, Canada
- 2006 RIBA – Premio per il miglior edificio scolastico: The Blizard Building, Londra
- 2007 RIBA – Premio per il miglior edificio commerciale della Regione di Londra : Palestra, Londra, Regno Unito